# Merklín (okres Karlovy Vary)
Merklín (německy Merkelsgrün) je obec v okrese Karlovy Vary v Karlovarském kraji, jedenáct kilometrů severně od Karlových Varů a šest kilometrů severozápadně od Ostrova. Rozkládá se v nadmořské výšce 513 metrů na jižních svazích Krušných hor pod horu Plešivec v údolí na soutoku Eliášova potoka s říčkou Bystřice. Včetně částí Lípa, Oldřiš a Pstruží v obci žije 871 obyvatel.

## Historie
První písemná zmínka o vesnici pochází z 23. května 1273 a nachází se v papežské bule vydané Řehořem X.
Roku 1868 byla v Meklíně založena porcelánka zaměřená na levné stolní nádobí pod značkou ELSA. Název firmy se několikrát změnil a měnilo se také její výrobní zaměření, v němž postupně převládla výroba technického porcelánu. Od roku 1926 se vyráběl pouze ten. V roce 1945 byl podnik znárodněn a roku 1958 začleněn do národního podniku Elektroporcelán Louny.
Merklín má vlastní školu, obecní úřad a poštu. Pro sportovní vyžití zde existuje malá sjezdovka, tenisové kurty, hřiště na hokejbal, skatepark a další.

## Přírodní poměry
Západně od obce tyčí hora Vlčinec (973 metrů), východně Kraví vrch (660 metrů) a jižním směrem Rozhled (707 metrů).

## Obyvatelstvo
Při sčítání lidu v roce 1921 zde žilo 641 obyvatel (z toho 305 mužů), z nichž bylo osm Čechoslováků, 622 Němců a jedenáct cizinců. Většina se hlásila k římskokatolické církvi, ale 21 lidí patřilo k evangelickým církvím, jeden k církvi izraelské a jeden člověk byl bez vyznání. Podle sčítání lidu z roku 1930 měla vesnice 659 obyvatel: osmnáct Čechoslováků, 635 Němců a šest cizinců. Kromě římskokatolické většiny zde žilo jedenáct evangelíků, jeden člen církve československé a třináct lidí bylo bez vyznání.
| Rok            | 1869 | 1880 | 1890  | 1900  | 1910  | 1921  | 1930  | 1950 | 1961 | 1970 | 1980 | 1991 | 2001  | 2011  | 2021 |
| -------------- | ---- | ---- | ----- | ----- | ----- | ----- | ----- | ---- | ---- | ---- | ---- | ---- | ----- | ----- | ---- |
| Počet obyvatel | 766  | 867  | 1 060 | 1 293 | 1 585 | 1 379 | 1 506 | 949  | 869  | 698  | 913  | 889  | 1 102 | 1 061 | 890  |
| Počet domů     | 123  | 123  | 135   | 148   | 155   | 157   | 177   | 198  | 143  | 124  | 129  | 195  | 222   | 234   | 237  |

## Obecní správa

### Části obce
- Lípa
- Merklín
- Oldřiš
- Pstruží

### Obecní symboly
Znak a vlajka byly obci uděleny rozhodnutím předsedy Poslanecké sněmovny Parlamentu České republiky dne 18. června 2003.

## Doprava
Do Merklína vede železniční trať Karlovy Vary – Merklín. Blízkým okolím vede několik naučných stezek. Horská naučná stezka – Merklín nabízí informace o prostředí tzv. Kaffských hor.

## Pamětihodnosti
- Budova vlakového nádraží s muzeem

## Další fotografie

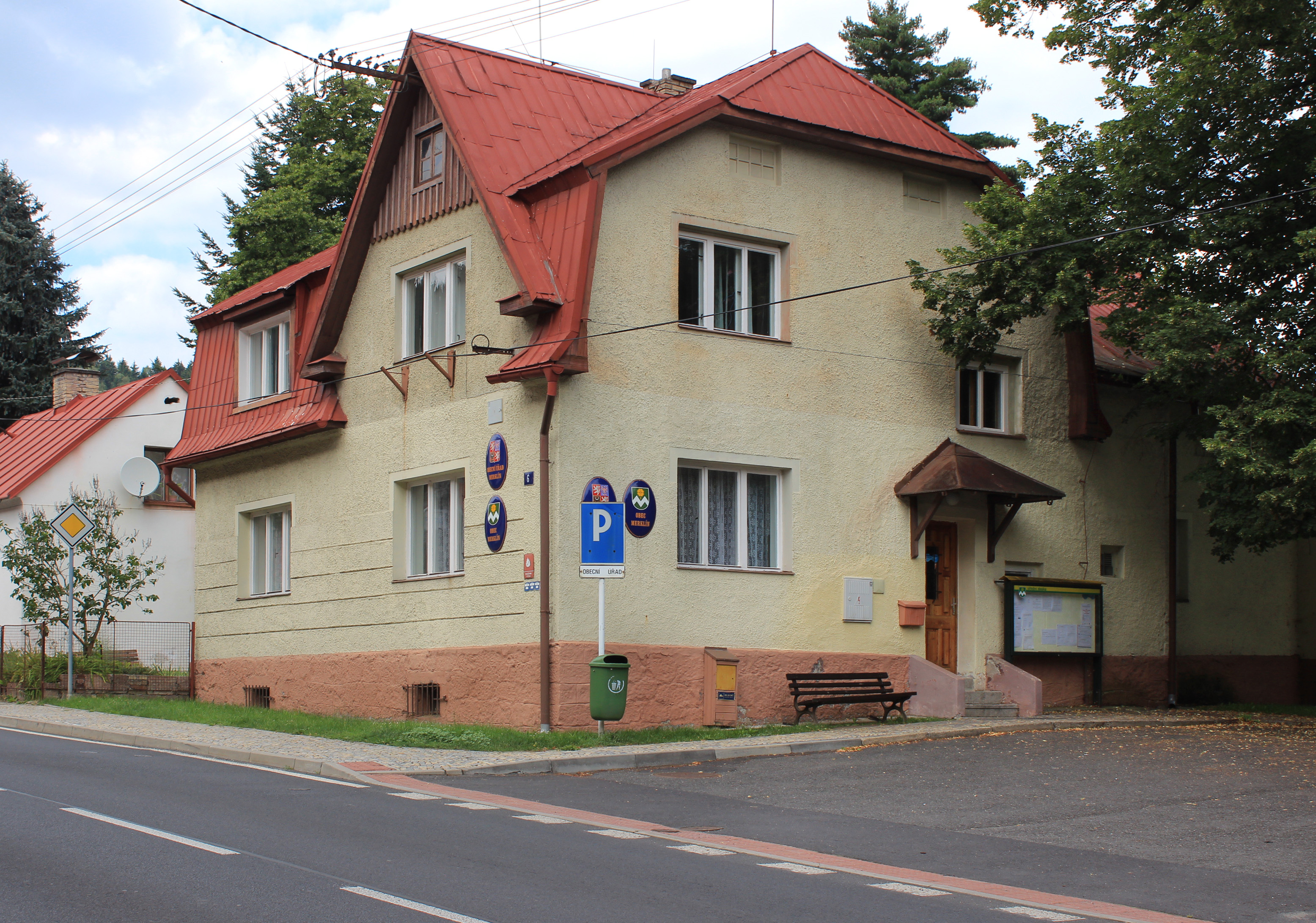
Obecní úřad
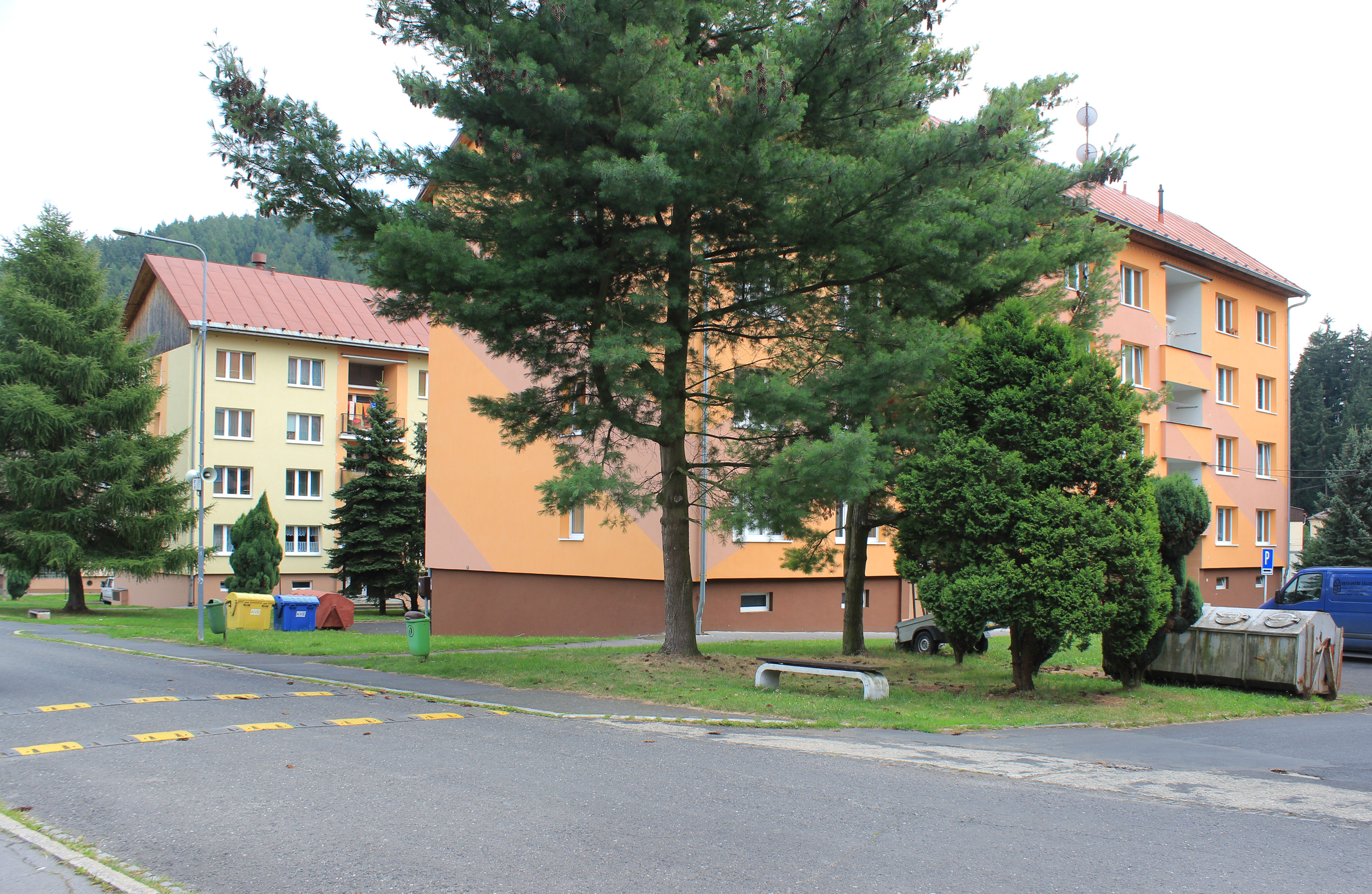
Malé sídliště
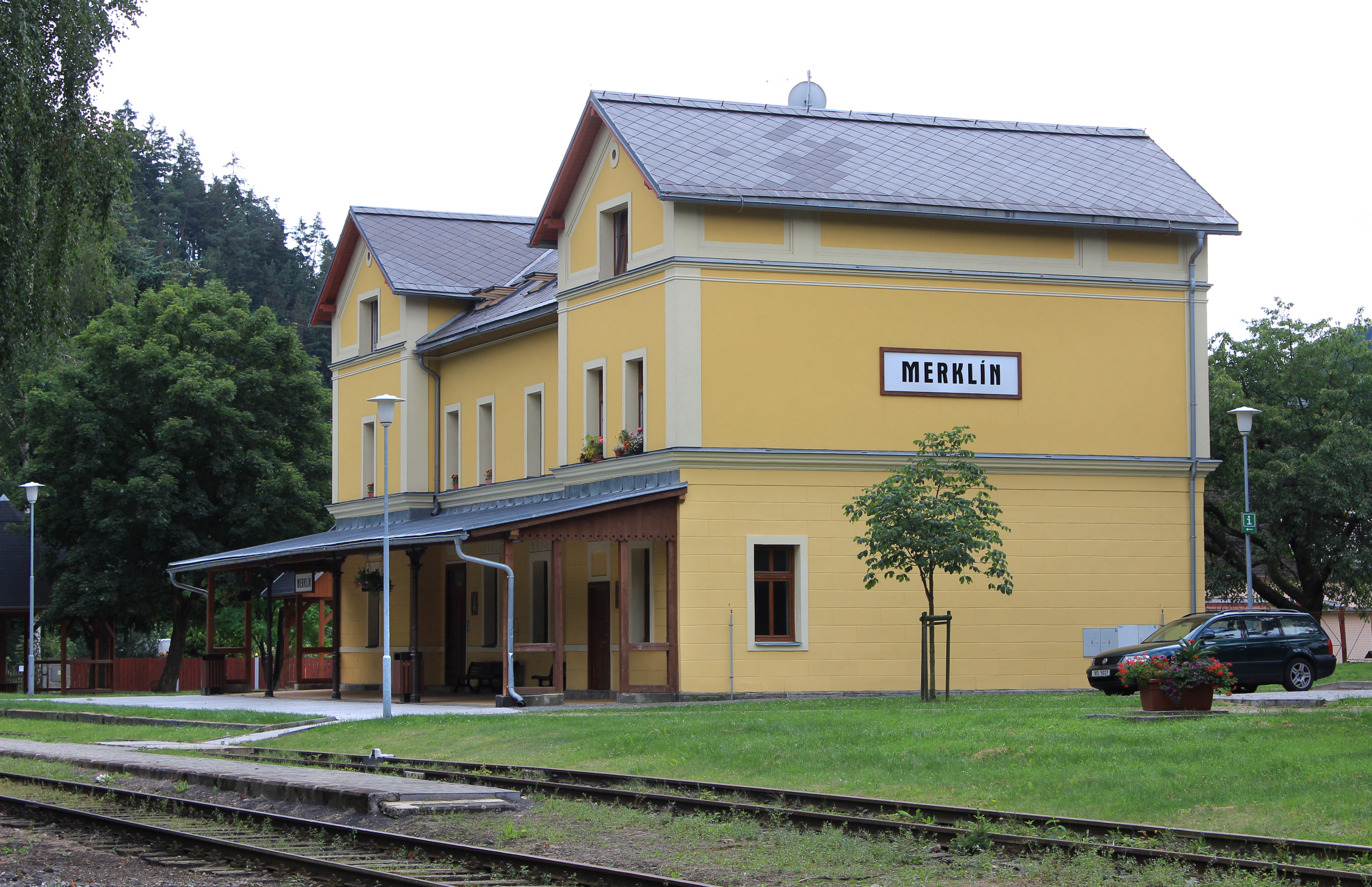
Nádraží
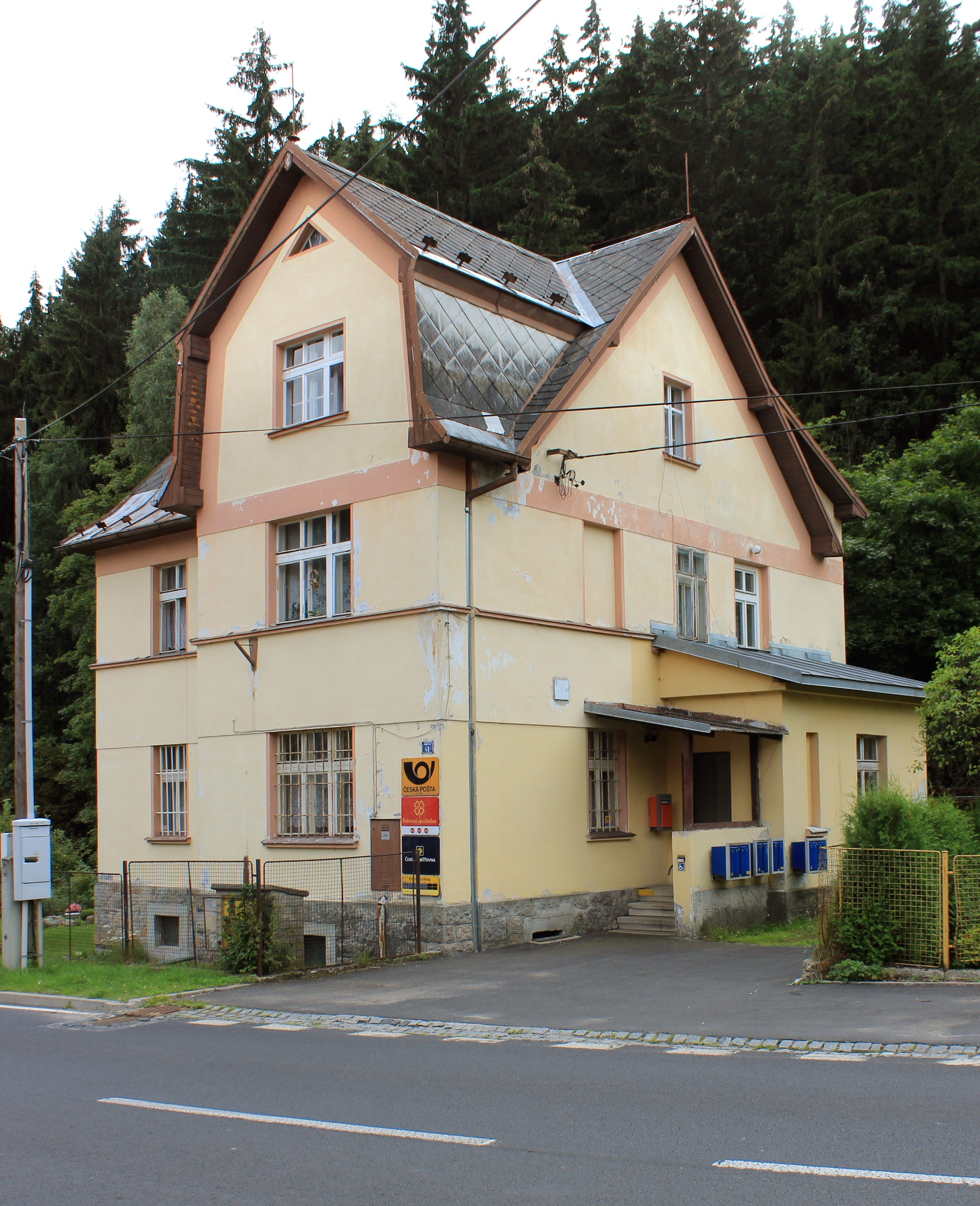
Pošta
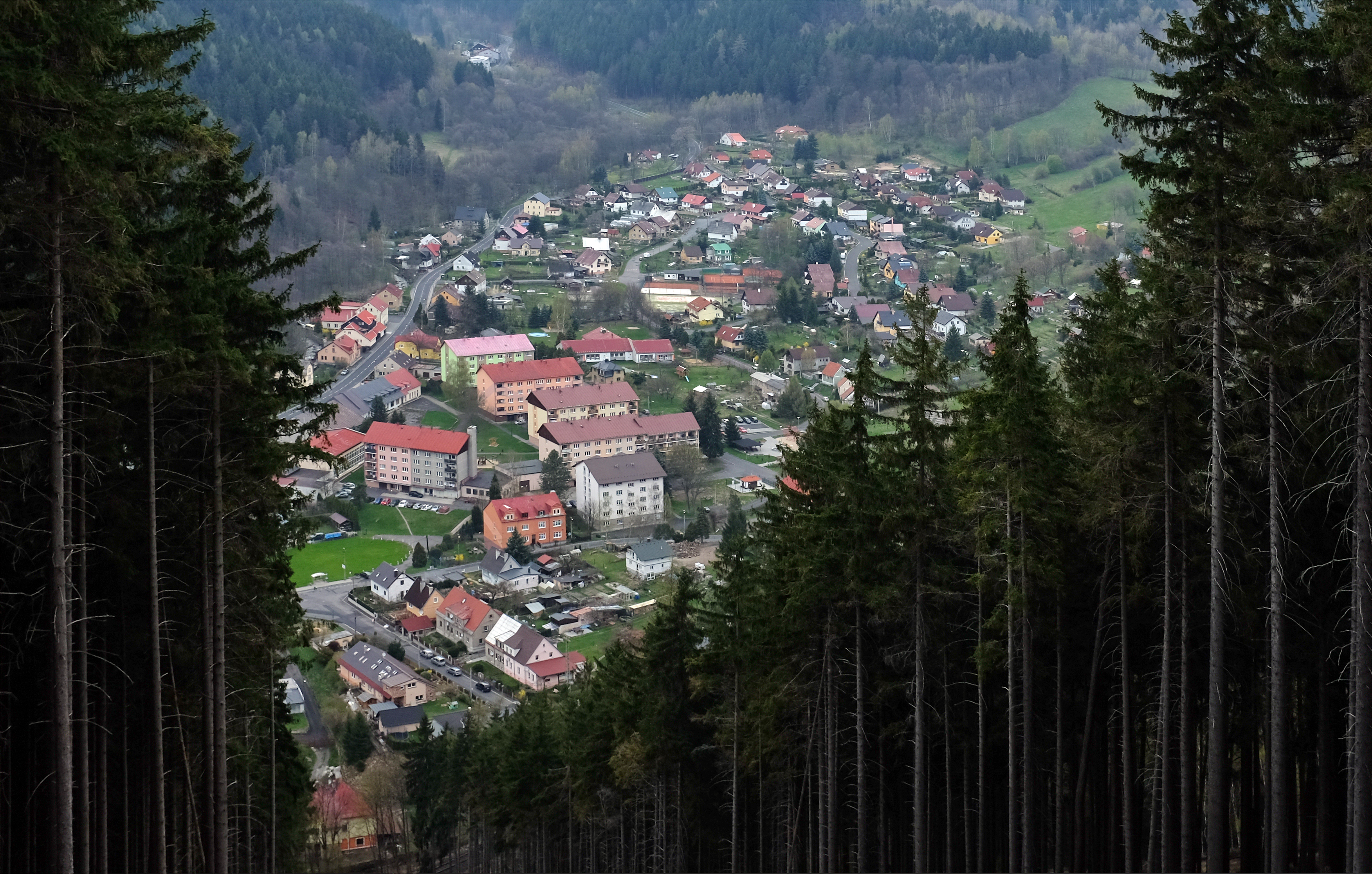
Pohled z vrchu Rozhled
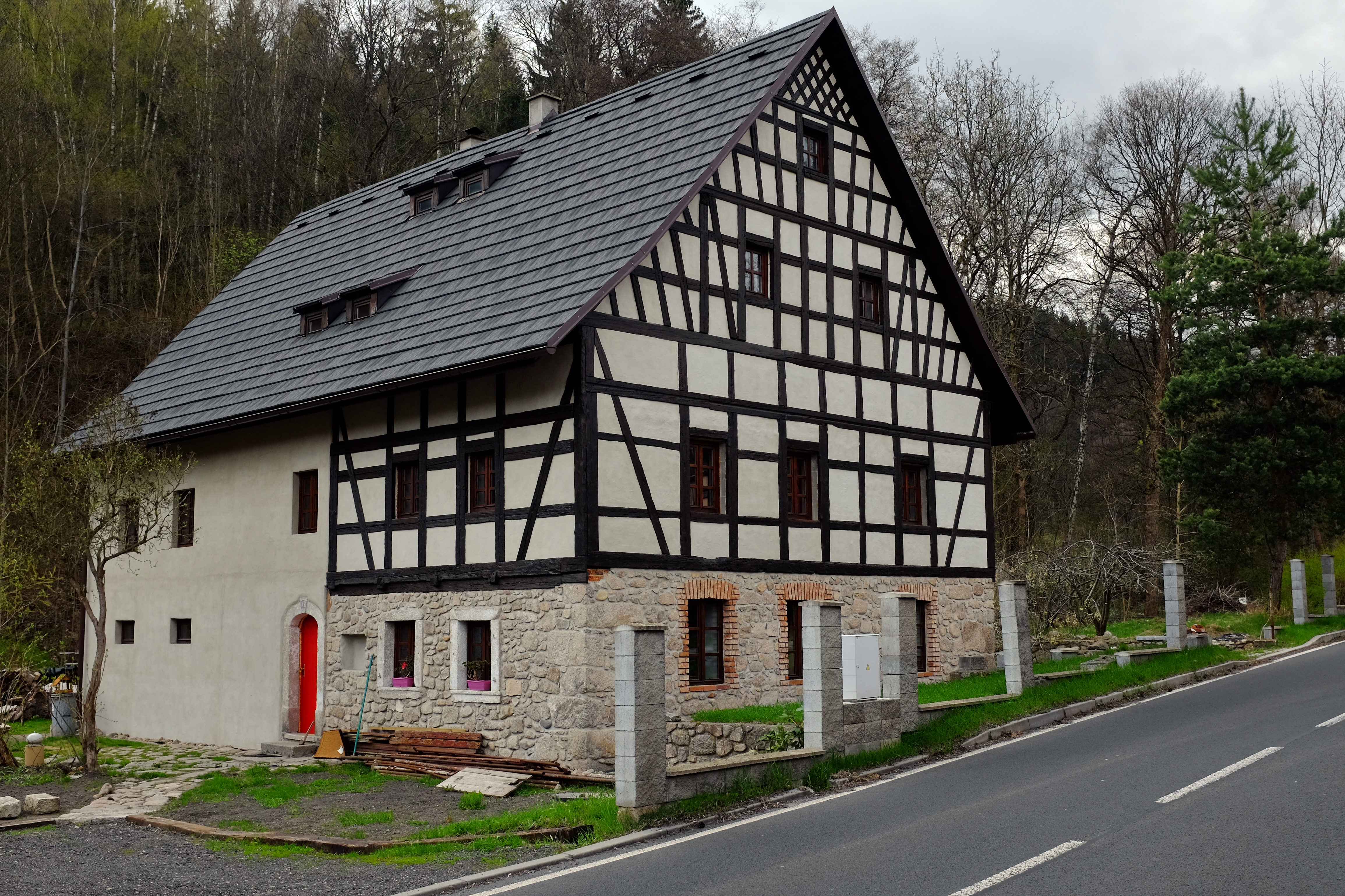
Hrázděné stavení